# 让·德·拉封丹

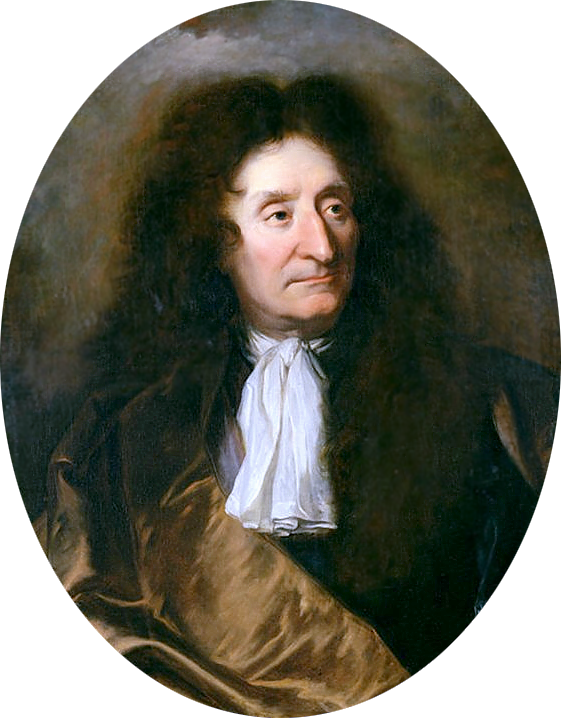
让·德·拉封丹

让·德·拉封丹（法語：Jean de La Fontaine；1621年7月8日—1695年4月13日），法国诗人，以《拉封丹寓言》（Fables choisies mises en vers）留名後世。
拉封丹生於法國中部埃纳省的蒂耶里堡（當時屬香檳），父親為政府官員。曾習法律、神學，但最後決心成為作家。1652年至1671年，繼承父業，在家鄉擔任水澤與森林的管理人。1664年出版《故事詩》(Contes et nouvelles en vers)，內容取材自薄伽丘、拉伯雷、阿里奧斯托等人，雖然文筆高雅，但淫穢的場面不少，被時人評為有傷風化。《拉封丹寓言》的初版于1668年面世，大受好評，驅使他繼續撰寫下去，直至逝世（共十二卷）。
拉封丹一生缺錢，但多有貴人扶助，包括路易十四的財政大臣富凯（Nicolas Fouquet），也與莫里哀、拉辛、布瓦洛等文壇鉅子友善。富凱失勢被捕後，拉封丹曾公開為他求情，惹來路易十四的不悅。拉封丹一生始終為皇室所冷落，但由於文名愈來愈高，在1683年進入法兰西学院。晚年皈依宗教，73歲時在巴黎辭世，安葬于拉雪兹神父公墓。
《拉封丹寓言》裡頭的故事並非拉封丹自編，主要來自古希臘的伊索、古羅馬的寓言家費德魯斯(拉丁文：Phaedrus；法文：Phèdre)，以及古印度的故事集《五卷書》。不過，拉封丹化陳舊為新鮮，將寓言這傳統體裁推至一個新高度。他的詩風靈活，詞彙豐富，格律多變，擅长以动物喻人，讽刺势利小人和达官贵人的嘴脸。

## 《寓言詩》名句
- 總要有人愛聽，拍馬屁者才活得成。(... Tout flatteur/ Vit aux dépens de celui qui l'écoute.) ─〈烏鴉與狐狸〉("Le corbeau et le renard")，卷一第二篇
- 寧吃苦不願死，世人莫非如此。(Plutôt souffrir que mourir, c'est la devise des hommes.)─〈死神與樵夫〉("La mort et le bûcheron"), 卷一第16篇
- 吾躬能屈，風吹不折。[1](Je plie et ne romps pas.)─〈橡樹與蘆葦〉("Le chêne et le roseau")，卷一第22篇
- 不怕神一樣的對手，只怕豬一樣的隊友。(Rien n'est si dangereux qu'un ignorant ami ;Mieux vaudrait un sage ennemi.)

## 外部連結
- 拉封丹的足本全集(Œuvre intégrale)，另附生平介紹
- （简体中文）拉封丹寓言